# Leila Aboulela
Leila Aboulela (El Cairo, 1964) en árabe: ليلى ابوالعلا) escritora sudanesa en inglés,
Nacida en Egipto, creció en Jartún donde estudió en la Khartoum American School y economía en la Universidad de Jartún. Más tarde le concedieron un título M.Phil. en estadística en la Escuela de Economía y Ciencia Política de Londres. 
Vivió muchos años en Aberdeen, y actualmente vive en Doha. Sus novelas han sido nominadas varias veces al Orange Prize.

## Premios
- 2000 Premio Caine, "The Museum"
- 2000 Saltire Society Scottish First Book of the Year Award, "The Translator"
- 2002 PEN Macmillan Macmillan Silver PEN Award (shortlist), "Coloured Lights"
- 2003 Race and Media Award, "The Translator"